# Lista de filmes com temática LGBT de 1961
Esta é uma lista de filmes que contém personagens e/ou temática lésbica, gay, bissexual, ou transgênera lançados em 1961.

| Título                         | Direção                       | País                        | Gênero            | Elenco                                                                                          | Anotações |
| ------------------------------ | ----------------------------- | --------------------------- | ----------------- | ----------------------------------------------------------------------------------------------- | --- |
| Die Abenteuer des Grafen Bobby | Géza von Cziffra              | Áustria                     | Comédia           | Peter Alexander, Vivi Bach, Gunther Philipp                                                     | trad. As Aventuras do Conde Bobby |
| Accattone                      | Pier Paolo Pasolini           | Itália                      | Drama             | Franco Citti, Franca Pasut, Silvana Corsini, Paola Guidi, Adriana Asti                          | [ 2 ] |
| Carry on Regardless            | Gerald Thomas, Ralph Thomas   | Reino Unido                 | Comédia           | Sid James, Kenneth Connor, Charles Hawtrey, Joan Sims, Kenneth Williams, Bill Owen              | Quinto filme da série Carry On |
| The Children's Hour            | William Wyler                 | EUA                         | Drama             | Audrey Hepburn, Shirley MacLaine, James Garner, Miriam Hopkins, Fay Bainter, Karen Balkin       | Baseado na peça homônima de Lillian Hellman, que roteirizou o filme. Duas professoras de uma escola particular são falsamente acusadas de lesbianismo; uma delas percebe que está apaixonada pela outra. |
| La fille aux yeux d'or         | Jean-Gabriel Albicocco        | França                      | Drama             | Marie Laforêt, Paul Guers, Françoise Prévost, Françoise Dorléac, Jacques Verlier                | trad. A Garota com Olhos Dourados Vagamente baseado no romance homônimo de Honoré de Balzac |
| The Greengage Summer           | Lewis Gilbert                 | Reino Unido                 | Drama             | Kenneth More, Danielle Darrieux, Susannah York                                                  | trad. Fruto de Verão Também conhecido como Loss of Innocence Segue duas adolescentes descobrindo sua sexualidade                                                                                         |
| Homicidal                      | William Castle                | EUA                         | Suspense          | Jean Arless, Glenn Corbett, Patricia Breslin, Eugenie Leontovich, Alan Bunce, James Westerfield | [ 7 ] |
| Léon Morin, prêtre             | Jean-Pierre Melville          | França                      | Drama, Romance    | Emmanuelle Riva, Jean-Paul Belmondo, Irène Tunc, Nicole Mirel                                   | A personagem principal considera iniciar um relacionamento com sua supervisora em um momento |
| Mulheres, Cheguei!             | Victor Lima                   | Brasil                      | Comédia           | Zé Trindade, Laura Suarez, Jaime Costa                                                          | Personagem travesti |
| Nude on the Moon               | Raymond Phelan, Doris Wishman | EUA                         | Ficção Científica | Marietta, William Mayer, Lester Brown, Ira Magee, Lacey Kelly, Shelby Livingston                | Dois homens constroem um foguete para a lua, e lá são capturados por humanoides telepatas nus |
| The Rejected                   | Richard Christian             | EUA                         | Documentário      |                                                                                                 | Primeiro programa sobre homossexualidade exibido pela televisão dos Estados Unidos |
| El rufián                      | Daniel Tinayre                | Argentina                   | Suspense          | Egle Martin, Carlos Estrada, Oscar Rovito, Nathan Pinzon, Aida Luz, Anibal Pardeiro             | Uma vidente de circo com amnésia é assombrada pela possibilidade de que um homem está vindo matá-la |
| A Taste of Honey               | Tony Richardson               | Reino Unido                 | Drama             | Dora Bryan, Robert Stephens, Rita Tushingham, Murray Melvin, Paul Danquah                       | Baseado na peça homônima de Shelagh Delaney, que co-roteirizou o filme |
| Unsere tollen Tanten           | Rolf Olsen                    | Áustria, Alemanha Ocidental | Comédia           | Gunther Philipp, Gus Backus, Vivi Bach                                                          | [ 13 ] |
| Victim                         | Basil Dearden                 | Reino Unido                 | Drama             | Dirk Bogarde, Sylvia Syms, Dennis Price, Nigel Stock, Peter McEnery, Donald Churchill           | Primeiro filme de língua inglesa a usar a palavra 'homossexual'. Teve um papel na descriminalização parcial da homossexualidade na Inglaterra.                                                           |